# Карел Чапек
Карел Чапек (на чешки: Karel Čapek) е световноизвестен чешки писател, публицист и драматург. Автор е на сатирични и научнофантастични произведения, въвел в литературата думата „робот“.

## Биография

### Семейство и ранни години
Роден е на 9 януари 1890 г. в Мале Сватоньовице, Австро-Унгария (днес Чехия), в семейство на Антонин и Божена Чапек.
Бащата е лекар по професия, но произхожда от фермерско семейство и израства на село. Училището завършва в Храдец Кралове, медицина следва в Прага. След кратка военна служба получава място на лекар в миньорско село Мале Сватоньовице. Божена Чапек, в моминство Новотна, израства в семейството на търговец на коне и зърно от Хронов. Тя знае немски език, свири на пиано, интересува се от литература. За разлика от веселия и непретенциозния Антонин, Божена е крехка и чувствителна натура с интелектуални наклонности.
Карел е най-малкото от трите деца на семейството, има брат Йозеф и сестра Хелена. Шест месеца след раждането му семейството се мести в град Упице. Там бащата работи като лекар към местната текстилна фабрика. Майката се занимава със записването на легенди, песни и други фолклорни произведения. Карел израства в Упице и през 1901 г. завършва там началното училище. Като дете е със слабо здраве, има проблеми с гръбначния стълб и страда от тях през целия си живот.
Антонин Чапек е активен в обществения живот на Упице – той е председател на асоциацията на занаятчии, член е на градската управа и е един от основателите на градския музей. Личността на бащата оказва силно влияние върху възпитанието на децата. Карел обича и се възхищава от него и го нарича „добър представител на поколението на националните будители“. С брат си Йозеф има близки отношения. През самостоятелния си живот двамата живеят в общ дом, съавтори са на няколко разказа и пиеси. Йозеф става художник и илюстрира книгите на Карел. Сестра им, Хелена, става пианистка, по-късно пише мемоари за живота на своите известни братя.

### Образование
През 1901 г. Карел заедно с баба си, Хелена Новотна, се мести в Храдец Кралове. Там постъпва в гимназия и с подкрепата и грижите на Хелена Новотна става отличен ученик. Въпреки това, училищното ръководство иска Карел да напусне гимназията. Причината е неговото участие в таен дискусионен клуб и издаването на списание Obzor. През септември на 1905 г. семейството решава той да продължи гимназията в Бърно, където по това време живее сестра му Хелена, женена за известен адвокат. През август на 1907 г. Антонин Чапек оставя поради здравословни причини своята медицинска практика в Упице и цялото семейство се преселва в Прага. Там през 1909 г. Карел завършва средното си образование.
През гимназиалните си години Карел се увлича от изобразителното изкуство. Проявява специален интерес към течението кубизъм и по-късно прилага неговите принципи в своята трилогия Hordubal (1933), Povětroň (1934) и Obyčejný život (1934) („Хордубал“, „Метеор“ и „Обикновен живот“).
В периода 1909 – 1915 г. Карел следва в Карловия университет, където изучава философия, естетика, история на изкуството, а също немски, английски и чешки език. Прекъсва за една година, през която посещава университета „Фридрих-Вилхелм“ в Берлин и Сорбоната в Париж, където по това време е брат му Йозеф. Като студент пише няколко есета за съвременото изкуство и литература. Завършва следването си с докторат по философия през ноември 1915 г.

### Политическа и литературна дейност
Карел Чапек не участва във военните действия по време на Първата световна война. Той е освободен от военната служба поради здравословни причини и се намира през това време в Прага. Войната оказва силно въздействие върху неговите политически възгледи и определя темите на неговата журналистическа дейност. Младият автор се запознава и общува с политическите лидери на зараждащата се чехословашка държава, сред които е Томаш Масарик, първият президент на Чехословашката република и неговия син Ян Масарик, който по-късно става министър на външните работи. Томаш Масарик редовно посещава срещите на чешките интелектуалци на организираните от Чапек градински срещи, Чапек става член на политическата група Храд на Масарик. По-късно техните беседи на разнообразни теми служат като основа на книгата на Чапек Hovory s T. G. Masarykem („Разговори с Т.Г. Масарик“).
През 30-те години Карел Чапек е активен противник на идеологията на националсоциализма и открито изразява своите принципи. След Мюнхенската конференция дясната преса разгръща кампания срещу него, а Гестапо го обявява за обществен враг.
Литературната си дейност започва още съвсем млад, работи и като журналист. От октомври 1917 г. до април 1921 г. той и неговият брат Йозеф са редактори в чешкия вестник Národní listy. След това преминават във вестник Lidové noviny, където Карел работи до края на живота си. В периода 1921 – 1923 работи към театъра Městské divadlo na Královských Vinohradech.
През 1923 г. основава в Прага ПЕН клуб и става негов първи президент. През 1936 г. е номиниран за президент на Международния ПЕН клуб, но влошеното здраве не му позволява да заеме този пост.

### Личен живот
През 1920 г. Карел Чапек се запознава с актрисата Олга Шайнпфлюгова (Olga Scheinpflugová), дъщеря на чешки писател, журналист и драматург Карел Шайнпфлюг (Karel Scheinpflug). Те се женят петнадесет години по-късно, на 26 август 1935 г. Младото семейство се заселва в село Стара Хут (Stará Huť) в Среднобохемския край. Там те живеят в дом, предоставен им за постоянно ползване от приятеля на Карел, чешкия меценат Вацлав Паливец (Václav Palivec).

### Смърт
През ноември 1938 г., докато поправя щетите, причинени от наводняването на къщата му, Карел Чапек настива и се разболява от пневмония. Той умира от пневмония в неделя, 25 декември 1938 г., малко преди 49-ия си рожден ден. Погребват го в пражкото гробище Вишеград на 29 декември. Няколко месеца по-късно германската войска нахлува в Чехословакия и агентите на Гестапо, без да знаят за кончината на Карел Чапек, идват в дома му, за да го арестуват. Когато разбират, че писателят не е жив, те арестуват жена му, Олга.
Надгробният камък на Карел Чапек е проектиран от брат му Йозеф в сътрудничество с архитекта Войтех Керхарт (Vojtěch Kerhart) и има формата на параклис. В горната му част е закрепен гербът на Първа чехословашка република. По време на германската окупация той е свален, възстановява се след освобождение на Чехословакия. За да се изпълни желанието на Карел птиците да пият вода на гроба му, Войтех Керхарт изработва за тази цел каменна купа. Към надгробието има бронзова книга с изписаното върху нея име на Карел Чапек. По-късно към книгата се добавя лента с името на Олга Шайнпфлюгова, която умира през 1968 г. и е погребана на същото място.

## Творчество
Първите си публикации Карел Чапек прави през 1907 г. Голяма част от ранните му разкази (1908 – 1913), влезли в сборника „Градината на Краконош“ (1918) и „Сияйни дълбини“ (1916), са написани в съавторство с брат му Йозеф Чапек.
Размислите му върху философските проблеми на епохата и стремежът да открие противоречията в света са отразени в сборника с разкази „Разпятие“ (1917) и „Музикални разкази“ (1921), които са близки до стила на експресионизма. Търсенията на Чапек съвпадат с влиянието, което оказват прагматизмът и релативизмът върху философските възгледи на писателя – представата за „множественост“ на истините.
Много от произведенията му, между които и лиричната комедия „Разбойник“ (1920), са изградени като съпоставка на няколко „правди“. Световна известност му носят социално-фантастичните произведения: драмите „R.U.R.“ (1920) – въвела в употреба думата „робот“, „Средството Макропулос“ (1922), романите „Фабрика за Абсолют“ (1922), „Кракатит“ (1924).
Световната известност на Карел Чапек се дължи и на превода на пиесата му „R.U.R.“ на английски език малко след написването ѝ. Бърнард Шоу е сред първите почитатели на пиесата след появата на английския ѝ превод. В началото на 1920-те години издава пътните очерци „Писма от Италия“ (1923), „Писма от Англия“ (1924) и др.
В края на 1920-те и началото на 1930-те години пише главно хумористични произведения от късите жанрове: сборник „Разкази от единия джоб“, „Разкази от другия джоб“ (1929), книгата „Апокрифи“ (1932), детската книга „Дашенка, или животът на едно кученце“ (1933). Философското преодоляване на релативизма в мисленето на Чапек намира отражение в трилогията „Хордубал“ (1933), „Метеор“ (1934), „Обикновен живот“ (1934).
Връх в творчеството му е романът „Война със саламандрите“ (1936). С антифашистка и антивоенна насоченост са драмите „Бялата болест“ (1937), „Майка“ (1938) и др.

## Произведения
- Девет приказки и две в повече Архив на оригинала от 2014-02-20 в Wayback Machine.
- Детето на Маги Архив на оригинала от 2014-02-20 в Wayback Machine.
- Иглата Архив на оригинала от 2014-02-20 в Wayback Machine.
- Изчезването на господин Хирш Архив на оригинала от 2014-02-20 в Wayback Machine.
- Престъпление в едно селско семейство Архив на оригинала от 2014-02-20 в Wayback Machine.
- Синята хризантема Архив на оригинала от 2014-02-20 в Wayback Machine.
- Чинтамани и птици Архив на оригинала от 2014-02-20 в Wayback Machine.
- Човекът, който не можел да спи Архив на оригинала от 2014-02-20 в Wayback Machine.
- Дванадесет прийома за полемика или пособие по вестникарски дискусии
- Фабрика за абсолют
- Кракатит
- Война със саламандрите
- Поет
- Престъпление в пощата
- Разказ за един касоразбивач и за един подпалвач
- Историята на диригента Калина
- Книга апокрифи